# Южно-Русское нефтегазовое месторождение
Южно-Русское нефтегазовое месторождение — расположено в Красноселькупском районе Ямало-Ненецкого автономного округа, одно из крупнейших в России. Запасы месторождения составляют: газ по категории А+В+С1 — 825,2 млрд м3, по категории С2 — 208,9 млрд м3, газовый конденсат и нефть — более 50 млн тонн. Глубина залегания около 1 км. Порядка 85 % всех запасов сосредоточено в сеноманских и туронских пластах, остальные 15 % — в нижележащих толщах.
Лицензия на разработку месторождения принадлежит АО «Севернефтегазпром». Акционерами АО «Севернефтегазпром» являются ПАО «Газпром» (40 %), Винтерсхалл Дэа ГмбХ (Германия) и ОМВ Эксплорейшн энд Продакшн ГмбХ (Австрия).
В 2007 году ОАО «Газпром» и BASF AG завершили сделку по обмену активами, в результате которой компания BASF получила 35 % экономического участия в уставном капитале ОАО «Севернефтегазпром». В 2009 году ОАО «Газпром» и E.ON AG подписали сертификат о закрытии сделки обмена активами по проекту освоения Южно-Русского нефтегазового месторождения. В результате сделки компания E.ON получила 25 % в уставном капитале ОАО «Севернефтегазпром». В 2017 году компания OMV AG вошла в состав акционеров ОАО «Севернефтегазпром» путём приобретения всех акций, принадлежавших компании E.ON SE (до 2012 года — E.ON AG).
В 2004 году был подготовлен проект разработки месторождения. Генеральный проектировщик обустройства месторождения — «ЮжНИИгипрогаз» (Донецк, Украина). В 2006 году началось обустройство месторождения. В октябре 2007 года месторождение было введено в эксплуатацию, в августе 2009 года — выведено на проектную мощность.
Южно-Русское месторождение изначально рассматривалось как основная ресурсная база Северо-Европейского газопровода (Северный поток).
Проектная мощность — 25 млрд  м³ газа в год.
19 декабря 2023 года Президент РФ В. Путин издал указ №965, которым поручил Правительству РФ создать новые российские компании для управления Южно-Русским нефтегазоконденсатным месторождением. На основании постановления Правительства РФ № 810 от 15 июня 2024 года должны быть созданы три новых компании: ООО «Севернефтегазпром», ООО «Газпром ЮРГМ Трейдинг» и ООО «Газпром ЮРГМ Девелопмент», при этом доли иностранных акционеров в АО «Севернефтегазпром» должны перейти к ООО «Севернефтегазпром». Затем доли в «Севернефтегазпроме», «Газпром ЮРГМ Девелопмент» и «Газпром ЮРГМ Трейдинг», которые перейдут на баланс этих обществ, будут проданы АО «СОГАЗ», а денежные средства, вырученные от этой продажи, будут зачислены на счета типа «С», открытые на имя соответствующих иностранных акционеров АО «Севернефтегазпром», АО «Газпром ЮРГМ Трейдинг», АО «Газпром ЮРГМ Трейдинг».